# Posto al sole
Il posto al sole è un termine comunemente riferito agli imperi europei coloniali del XIX secolo e XX secolo.
La maggioranza delle potenze europee lottarono per ottenere il loro posto al sole attraverso un'intensa attività di spedizioni e colonizzazione dei continenti, principalmente Africa e Asia. Ottenendo queste colonie, le nazioni europee potevano autodefinirsi degli imperi dei mari. Il termine in sé sembra dovuto all'abitudine dei cittadini europei di recarsi in vacanza al sole nelle colonie dell'emisfero australe. I territori d'oltremare non erano solo garanzia di prestigio, ma anche una buona fonte di reddito, come destinazione turistica e grazie allo sfruttamento delle risorse naturali.

## Nella propaganda fascista
L'espressione posto al sole è stata utilizzata ampiamente durante il fascismo come giustificazione per le mire coloniali del regime.

## Lista degli imperi coloniali e dei loro domini durante l'imperialismo
- Regno Unito, che controllava gran parte dell'Africa orientale, dall'Egitto al Sudafrica, come India, Pakistan, Canada, Australia e Nuova Zelanda,e Zimbabwe (quindi la Rhodesia), numerose isole caraibiche, le Bahamas e Bermuda, Singapore, Hong Kong, Gibilterra e molte altre città stato, parte della Nuova Guinea, più innumerevoli isole dell'oceano Atlantico e Pacifico. Si diceva che il sole non tramonta mai sull'Impero britannico.
- Francia, controllava larga parte dell'Africa settentrionale e occidentale, e l'Indocina.
- Germania, aveva diverse colonie nelle attuali Namibia, Togo, Tanzania e Camerun. Queste vennero consegnate al Regno Unito nell'armistizio della Grande Guerra.
- Portogallo, controllava Angola, Mozambico, Guinea portoghese, Capo Verde e São Tomé e Príncipe in Africa, e in Asia Goa, Daman, Diu e Nagar-Haveli in India, Macao in Cina e la metà orientale dell'isola di Timor nell'arcipelago di Malay.
- Spagna comandava Sahara Occidentale, Guinea Equatoriale, e Marocco, quest'ultimo insieme alla Francia
- Italia controllava la Libia e gran parte della Somalia, nonché l'Etiopia e l'Eritrea, in Europa possedeva il Dodecaneso e l'Albania, in Asia la Concessione di Tientsin.
- Paesi Bassi, oltre agli odierni Caraibi olandesi controllava anche l'Indonesia e il Suriname.
- Stati Uniti d'America, dopo la vittoria nella Guerra Ispano-Americana conquistarono Guam, Porto Rico e le Filippine.
- Belgio, controllava la Repubblica Democratica del Congo (ex Zaire), il Ruanda e l'Urundi, oggi Burundi.